# جنیفر گارنر
جنیفر آن گارنر (به انگلیسی: Jennifer Anne Garner) (زاده ۱۷ آوریل ۱۹۷۲) بازیگر آمریکایی است.

## زندگی شخصی
او در سال ۲۰۰۵ با بن افلک ازدواج کرد و در سال ۲۰۱۸ از هم جدا شدند.

## زندگی هنری

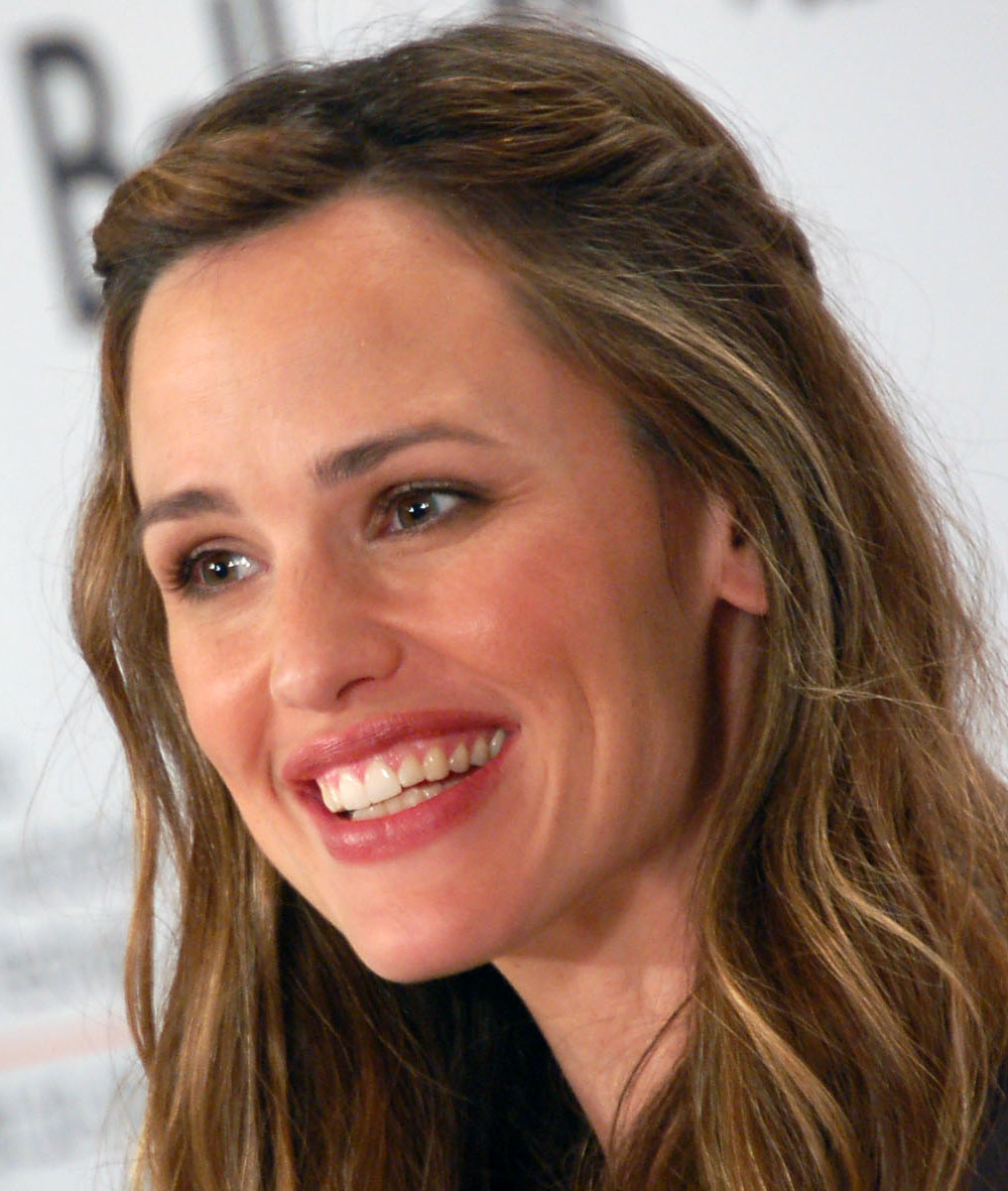
در سال ۲۰۰۹

از هنرنمایی‌های جنیفر گارنر می‌توان به بازی در نقش الکترا در فیلم‌های بیباک و الکترا اشاره کرد. او در سال ۲۰۰۲ به خاطر بازی در سریال آلیاس موفق به دریافت جایزه بهترین بازیگر زن شد. همچنین چهار سال متوالی ۲۰۰۲ تا ۲۰۰۶ کاندید دریافت جایزه بهترین بازیگر شد که خود افتخاری برای وی محسوب می‌شود.
دیگر عنوان‌های وی:
- بهترین ایفاگر نفش‌های اکشن زن به انتخاب مردم در سال ۲۰۰۶
- دریافت جایزه بهترین بازیگر زن mtv movie award در سال ۲۰۰۳ بخاطر ارائه بازی برجسته در فیلم بی‌باک
- جنیفر گارنر ۳۴ فیلم و سریال مختلف در کارنامه هنری خودش دارد.
- ۲۴ قسمت از سریال آلیاس به تهیه کنندگی  جنیفر گارنر ساخته شده‌است.
- این بازیگر توانا قسمت «در رویاها» سریال الیاس را نیز در سال ۲۰۰۵ کارگردانی کرده‌است.
- جنیفر گارنر به عنوان یکی از زیباترین زنان جهان در لیست جهانی BWC ثبت شده‌است.
- Be with You و Sabbatical از دیگر کارهای وی در مرحله پیش تولید برای سال ۲۰۰۹ است.

وی همچنین دو فیلم هم با همسر سابقش بن افلک بازیگر مطرح هالیوود کار کرده‌است.

## گزیدهٔ نقش‌آفرینی‌ها

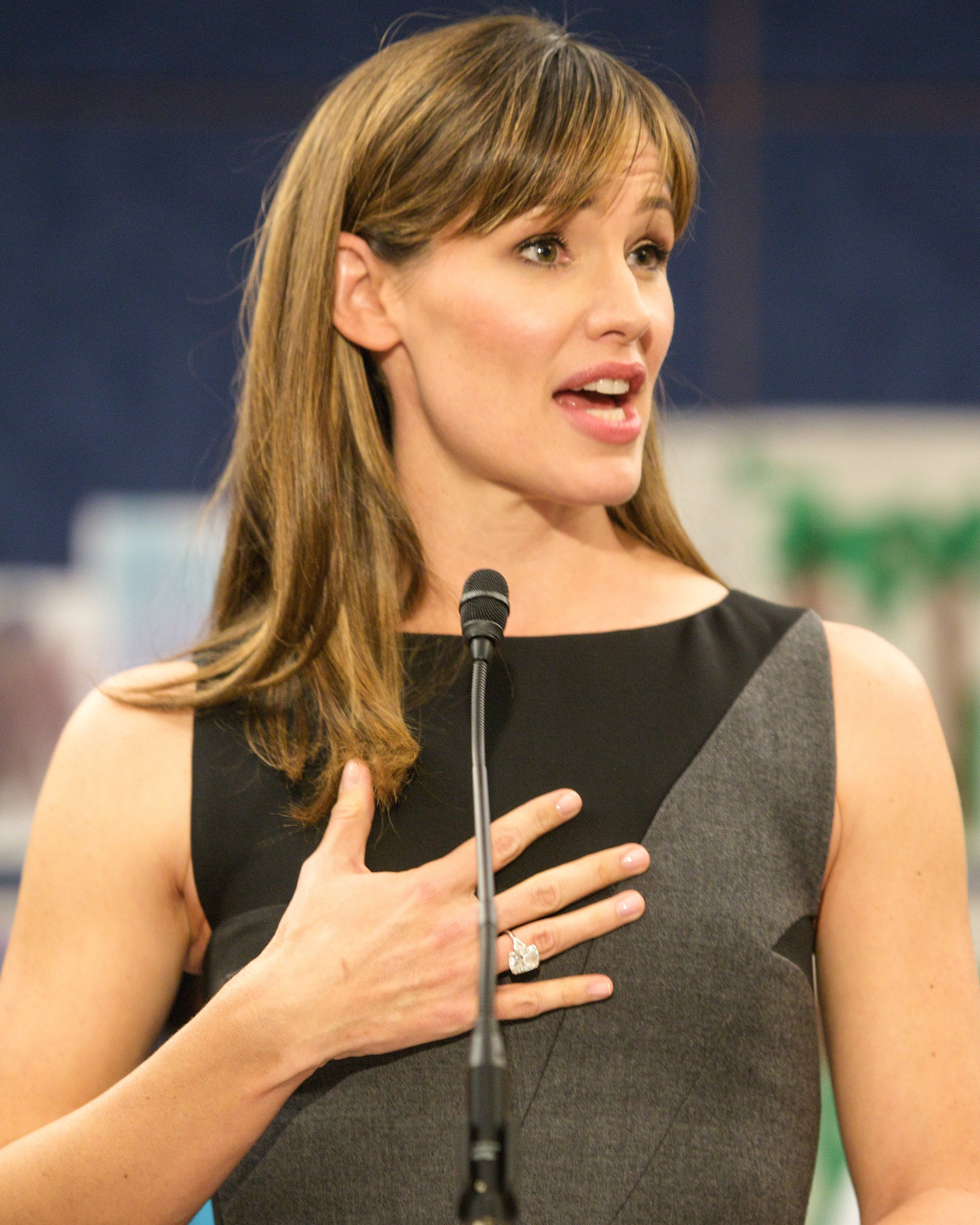
در سال ۲۰۱۳

فهرست فیلم‌هایی که  جنیفر گارنر در آن‌ها به ایفای نقش پرداخته است:
- هری ساختارشکن (۱۹۹۷)
- میدان واشنگتن (۱۹۹۷)
- آقای ماگو (۱۹۹۷)
- رفیق، ماشین من کجاست؟ (۲۰۰۰)
- زمان دزدی (۲۰۰۱)
- پرل هاربر (۲۰۰۱)
- اگه میتونی منو بگیر (۲۰۰۲)
- بیباک (۲۰۰۳)
- رفتن از ۱۳ به ۳۰ (۲۰۰۴)
- الکترا (۲۰۰۵)
- بگیر و رها کن(۲۰۰۶)
- پادشاهی (۲۰۰۷)
- جونو (۲۰۰۷)
- ارواح دوست دخترهای سابق (۲۰۰۹)
- اختراع دروغ (۲۰۰۹)
- روز والنتین (۲۰۱۰)
- آرتور (۲۰۱۱)
- کره (۲۰۱۱)
- زندگی عجیب تیموتی گرین (۲۰۱۲)
- باشگاه خریداران دالاس (۲۰۱۳)
- روز عضوگیری (۲۰۱۴)
- مردان، زنان و کودکان (۲۰۱۴)
- الکساندر و روز وحشتناک (۲۰۱۴)
- دنی کالینز (۲۰۱۵)
- ۹ جان (۲۰۱۶)
- معجزه‌هایی از بهشت (۲۰۱۶)
- روز مادر (۲۰۱۶)
- ویکفیلد (۲۰۱۶)
- اتفاقی از نسبت‌های یادبود (۲۰۱۷)
- قبایل پالوس وردس (۲۰۱۷)
- با عشق، سایمون (۲۰۱۸)
- نعناع تند (۲۰۱۸)
- پارک شگفت‌انگیز (۲۰۱۹)
- روز بله‌گویی (۲۰۲۱)
- پروژه آدام (۲۰۲۲)
- جابجایی اعضای خانواده (۲۰۲۳)
- ددپول و ولورین (۲۰۲۴)

## سریال‌ها
- آلیاس(۲۰۰۱-۲۰۰۶)
- مسیر مردگان(۱۹۹۶)
- جاسوس دوجانبه(مجموعه تلویزیونی)